# Manuel Gómez de la Maza y Jiménez
Pour les articles homonymes, voir Gómez.

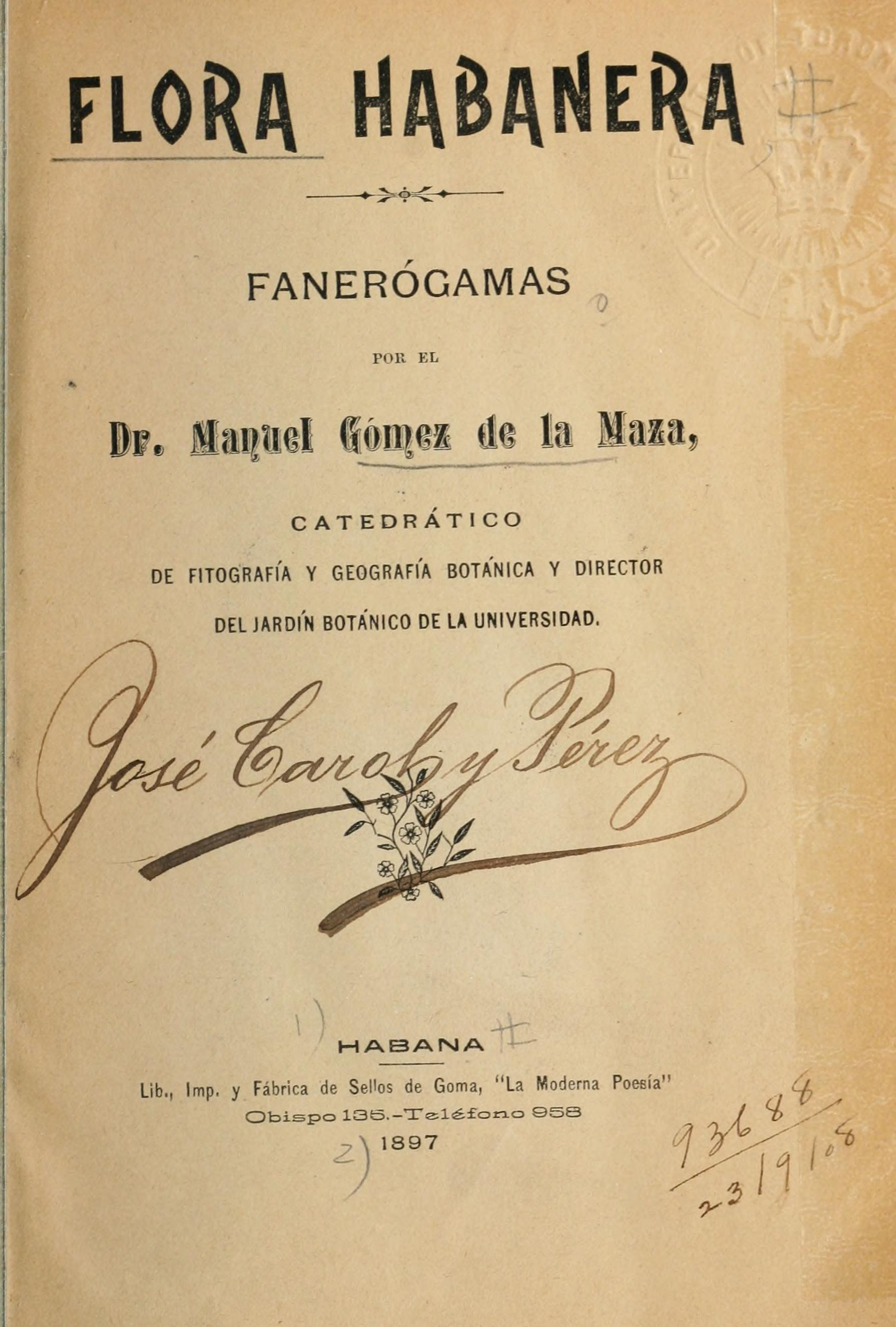
Couverture de la Flore de La Havane, publiée en 1897.

Manuel Gómez de la Maza y Jiménez (né le 10 mars 1867 à La Havane et mort le 20 janvier 1916) est un botaniste cubain.
Le genre Mazaea Krug & Urb fut nommé en son honneur.